# Província de Kandahar

Districtes de Kandahar.

La província de Kandahar o Qandahar (paixtu: کندھار or قندهار) és una divisió administrativa de l'Afganistan al sud-est del país. La capital és la ciutat de Kandahar, situada a la vora del riu Arghandab.
Té una població d'uns 913.000 habitants dels que més de 300.000 viuen a la ciutat. La superfície és de 54.022 km². La majoria de la població és d'ètnia i llengua paixtu.

## Districtes
Està dividida en 16 districtes (13 fins al 2005):
| Districte             | Capital | Població | Àrea | Notes                                                            |
| --------------------- | ------- | -------- | ---- | ---------------------------------------------------------------- |
| Arghandab             |         | 51,600   |      |                                                                  |
| Arghistan             |         | 28,900   |      |                                                                  |
| Daman                 |         | 24,800   |      |                                                                  |
| Ghorak                |         | 8,000    |      |                                                                  |
| Districte de Kandahar |         | 468,200  |      |                                                                  |
| Khakrez               |         | 19,200   |      |                                                                  |
| Maruf                 |         | 27,700   |      |                                                                  |
| Maywand               |         | 40,700   |      |                                                                  |
| Miyan Nasheen         |         | 12,600   |      | Creat el 2005 segregat de Shah Wali Kot                          |
| Naish                 |         | 11,300   |      | Procedent de la província d'Oruzgan el 2005                      |
| Panjwaye              |         | 82,800   |      |                                                                  |
| Reg                   |         | 1,600    |      |                                                                  |
| Shah Wali Kot         |         | 36,400   |      | Subdividit el 2005: es va segregar Miyan Nasheen                 |
| Shorabak              |         | 9,600    |      |                                                                  |
| Spin Boldak           |         | 41,000   |      |                                                                  |
| Zhari                 |         | 49,500   |      | Creat el 2005 amb parts dels districtes de Myawand i de Panjwaye |